# Анини (Бузау)
Анини (рум. Anini) насеље је у Румунији у округу Бузау у општини Козиени. Oпштина се налази на надморској висини од 321 m.

## Становништво
Према подацима из 2002. године у насељу је живело 93 становника, од којих су сви румунске националности.